# Liste der Kulturdenkmale in Tauberbischofsheim-Dienstadt
In der Liste der Kulturdenkmale in Tauberbischofsheim-Dienstadt sind die Kulturdenkmale des Tauberbischofsheimer Stadtteils Dienstadt aufgelistet. Diese Liste ist eine Teilliste der Liste der Kulturdenkmale in Tauberbischofsheim. Grundlage für diese Liste ist die vom Regierungspräsidium Stuttgart herausgegebene Liste der Bau- und Kunstdenkmale mit Stand vom 15. Februar 2012.
Diese Liste ist nicht rechtsverbindlich. Eine rechtsverbindliche Auskunft ist lediglich auf Anfrage bei der Unteren Denkmalschutzbehörde der Stadt Tauberbischofsheim erhältlich.

## Allgemein
- Bild: Zeigt ein ausgewähltes Bild aus Commons, „Weitere Bilder“ verweist auf die Bilder im Medienarchiv Wikimedia Commons.
- Bezeichnung: Nennt den Namen, die Bezeichnung oder die Art des Kulturdenkmals.
- Lage: Straßenname und Hausnummer oder Flurstücknummer des Kulturdenkmals, gegebenenfalls auch den Ortsteil. Die Grundsortierung der Liste erfolgt nach dieser Adresse. Der Link (Karte) führt zu verschiedenen Kartendiensten mit der Position des Kulturdenkmals. Fehlt dieser Link, wurden die Koordinaten noch nicht eingetragen. Sind diese bekannt, können sie über ein Tool mit einer Kartenansicht einfach nachgetragen werden. In dieser Kartenansicht sind Kulturdenkmale ohne Koordinaten mit einem roten bzw. orangen Marker dargestellt und können durch Verschieben auf die richtige Position in der Karte mit Koordinaten versehen werden. Kulturdenkmale ohne Bild sind an einem blauen bzw. roten Marker erkennbar.
- Datierung: Baubeginn, Fertigstellung, Datum der Erstnennung oder grobe zeitliche Einordnung entsprechend des Eintrags in der zuständigen Denkmaldatenbank (Landesamt für Denkmalpflege Baden-Württemberg).
- Beschreibung: Kurzcharakteristik des Kulturdenkmals.

## Kulturdenkmale in Dienstadt
Bau-, Kunst- und Kulturdenkmale in Dienstadt (⊙):
| Bild           | Bezeichnung          | Lage                                                          | Datierung   | Beschreibung | ID |
| -------------- | -------------------- | ------------------------------------------------------------- | ----------- | --- | -- |
|                | Brunnenstube         | Am Tiefen Weg (Flst.Nr. 0-98) (Karte)                         |             | Brunnenstube Geschützt nach § 2 DSchG | BW |
| Weitere Bilder | Bildstock            | Impfinger Pfad 2 (neben) (Flst.Nr. 0-17) (Karte)              |             | Bildstock mit Pietà-Darstellung und einem Kreuz auf der Spitze Geschützt nach § 2 DSchG |    |
| Weitere Bilder | Grünkerndarre        | K 2816 (Dienstadt–Tauberbischofsheim) (Karte)                 | 1934        | Fachwerkscheune, 1934 erbaut, bis 1968 in Betrieb, 2001 restauriert |    |
| Weitere Bilder | Muttergotteskapelle  | Königheimer Weg (Flst.Nr. 0-155) (Karte)                      | 1782        | Unterhalb des Dienstädter Friedhofs. 1782 errichtet. Altar von 1727. Kapelle erweitert 1855 und 1903, renoviert 1938 und 1995. Im Ortsbereich nahe dem Friedhof an der Straße nach Königheim gelegene Kapelle des 18. Jh., im 19. Jh. umgestaltet. Der giebelständige schlichte Bruchsteinbau mit Satteldach zeigt auf der Straßenseite Eckquaderung und ein rundbogiges, sandsteingerahmtes Portal mit Kämpfern und Keilstein. Das Innere wird von der Ausstattung des 19. Jh. bestimmt. Da es sich um ein aussagekräftiges Beispiel eines (der Ortsbebauung entsprechend) bescheidenen Kapellenbaues aus dem 18./19. Jh. handelt, besteht an der Erhaltung des Gebäudes öffentliches Interesse aus wissenschaftlichen und heimatgeschichtlichen Gründen. Geschützt nach § 2 DSchG |    |
| Weitere Bilder | Bildstock            | Königheimer Weg (Flst.Nr. 0-155) (Karte)                      |             | Bildstock. Kreuzigungsdarstellung mit Begleitfiguren und Abschlusskreuz. Es handelt sich um das Original; eine Kopie des Bildstocks befindet sich im Gewann Schelle (Flst.Nr. 0-1120), dem ursprünglichen Standort des Originals. Geschützt nach § 2 DSchG |    |
| Weitere Bilder | Friedhof             | Königheimer Weg (Flst.Nr. 0-152) (Karte)                      |             | Friedhof Dienstadt mit Friedhofsmauer. Im Inneren befinden sich einige sehenswerte Grabsteine und sonstige Kleindenkmale. | BW |
| Weitere Bilder | Friedhofskruzifix    | Königheimer Weg (Flst.Nr. 0-152)                              | 1844        | Friedhofskruzifix (im Friedhof) Geschützt nach § 2 DSchG |    |
| Weitere Bilder | Bildstock            | Königheimer Weg (Flst.Nr. 0-152)                              |             | Bildstock (auf der Friedhofsmauer) Geschützt nach § 2 DSchG |    |
| Weitere Bilder | Kriegerdenkmal       | Königheimer Weg (Flst.Nr. 0-152)                              |             | Kriegerdenkmal für die Gefallenen und Vermissten beider Weltkriege. Im Friedhof befindet sich das Kriegerdenkmal aus Stein. In der Mitte eine Figur. Daneben angeordnet insgesamt 8 Kreuze. |    |
| Weitere Bilder | Bildstock            | Königheimer Weg 49 (bei) (Flst.Nr. 0-1683) (Karte)            | 1723        | Bildstock (beim Wasserbehälter) Geschützt nach § 2 DSchG |    |
| Weitere Bilder | Sühnekreuz           | Külsheimer Weg (Karte)                                        |             | Sühnekreuz I (Dienstadt), Sandsteinkreuz, nordwestlich des Ortes, an einer Weggabelung, rechts am Feldweg Richtung Külsheim. Siehe Liste der Mord- und Sühnekreuze in Tauberbischofsheim. |    |
| Weitere Bilder | Sühnekreuz           | Külsheimer Weg (Karte)                                        |             | Sühnekreuz II (Dienstadt), Kalksteinkreuz, nordwestlich des Ortes, Flurname Kreuzacker, links am Feldweg Richtung Külsheim. Siehe Liste der Mord- und Sühnekreuze in Tauberbischofsheim. |    |
| Weitere Bilder | Sühnekreuz           | Külsheimer Weg (Karte)                                        | 16./17. Jh. | Sühnekreuz III (Dienstadt), Muschelkalksteinkreuz etwa 2,2 km nordwestlich des Ortes, am Feldweg Richtung Külsheim. Trotz Verwitterung und Moosbewuchs ist das Relief mit einer menschlichen Figur im Kreuzungsfeld noch zu erkennen. Siehe Liste der Mord- und Sühnekreuze in Tauberbischofsheim. | BW |
| Weitere Bilder | Bildstock            | Külsheimer Weg (Flst.Nr. 0-2100/1) Bildäcker (Gewann) (Karte) |             | Bildstock am Külsheimer Weg. Kreuzigungsdarstellung mit zwei Begleitfiguren. Kreuz oberhalb. Lage: Bildäcker (Gewann). Geschützt nach § 2 DSchG |    |
| Weitere Bilder | Grenzstein           | L 504 (an) (Gemarkungsgrenze Dienstadt/Eiersheim) (Karte)     |             | Grenzstein an der Gemarkungsgrenze von Tauberbischofsheim-Dienstadt (Gewann Oberes Herrling) und Külsheim-Eiersheim (Gewann Distrikt Dreibilder). |    |
| Weitere Bilder | Feldkreuz            | Nächst dem Teich (Gewann) (Flst.Nr. 0-2809) (Karte)           |             | Feldkreuz Geschützt nach § 2 DSchG | BW |
| Weitere Bilder | Ehemaliges Schulhaus | Oberdorf 18 (Flst.Nr. 0-87) (Karte)                           | 1886        | 1886 erbaut, ehemaliges Schulhaus, steht unter Denkmalschutz, durch einen Anbau 1988/89 zum Dorfgemeinschaftshaus erweitert. Steht an der Ecke Oberdorf-Impfinger Pfad. 1886 in Sandsteinquaderwerk erbautes ehemaliges Schulhaus mit 2 Geschossen über einem durch die abschüssige Geländesituation bedingt hohen Sockelgeschoss zur Straße hin und Walmdach. Der Baukörper wird von Gurtgesims, Traufgesims und gequaderten Ecklisenen gegliedert, wobei die Fassade wesentlich durch eine differenzierte Behandlung der Steinoberflächen bestimmt ist: der Sockel aus bossierten Quadern mit regelmäßigen Lagerfugen, Eckverband in Großquaderwerk und glatte Gewändewerkstücke; die Obergeschosse mit glatten Rechteckgewänden, bossierten Keilstein-Entlastungsstürzen und rau belassener Wandoberfläche; die Ecklisenen aus alternierend glatten und bossierten Blöcken. 2 segmentbogige Türen im Sockel sind symmetrisch zwischen 3 segmentbogigen Fenstern in Achsenbezug angelegt, eine erschließt das Sockelgeschoss (z. Zt. vermauert), die andere über eine Treppe die oberen Geschosse. Das in seinem Erscheinungsbild mit Ausnahme der sprossenlosen Verglasung im OG ungestört überlieferte Gebäude hat die Ablesbarkeit seiner Funktion (im EG große Rechteckfenster der ehem. Schulstuben, im OG kleinere Rechteckfenster der ehem. Lehrerwohnungen) gut bewahrt und stellt ein anschauliches Beispiel für einen ländlichen Schulhausbau aus den 1880er Jahren dar. An der Erhaltung des Hauses besteht deshalb öffentliches Interesse aus wissenschaftlichen Gründen. Geschützt nach § 2 DSchG |    |
| Weitere Bilder | Bildstock            | Schelle (Gewann) (Flst.Nr. 0-11-20) (Karte)                   |             | Bildstock. Es handelt sich um eine Kopie. Das Original dieses Bildstocks befindet sich heute im Inneren der Muttergotteskapelle in Dienstadt am Königheimer Weg (Flst.Nr. 0-155) beim Friedhof. Geschützt nach § 2 DSchG |    |
| Weitere Bilder | Jakobusbrunnen       | Unterdorf 9 (Karte)                                           |             | Jakobusbrunnen in der Nähe der Jakobuskirche. Der Jakobsweg Main-Taubertal führt an diesen beiden Kulturdenkmälern vorbei. |    |
| Weitere Bilder | Jakobuskirche        | Unterdorf 9 (Flst.Nr. 0-6) (Karte)                            | 1782        | Katholische Filialkirche St. Jakobus d. Ä. (zur Pfarrei St. Martin in Tauberbischofsheim), erbaut 1782, Taufstein (1671), Seitenaltargemälde von Eulogius Böhler (1902) Schlichter Saalbau von 1782 mit eingezogenem, gerade abgeschlossenem Chor (letzterer angeblich mit Bauteilen des 14. Jahrhunderts), Flachdecke und Glockenreiter mit Zwiebelhaube über der Eingangsfront. Der Außenbau weist mit seitlichen Rundbogenfenstern und zwei ovalen Oculi nebst geohrter Eingangstür sehr einfache Formen auf; die gewachsene Ausstattung zeigt eine historisch gewachsene Struktur und besitzt mit dem barocken Hochaltar und verschiedenen Heiligenskulpturen des späten 18. Jahrhunderts einen wesentlichen Teil des Originalbestandes. Der Taufstein trägt die Jahreszahl 1671 und stammt demnach wohl aus dem Vorgängerbau. Es handelt sich um ein gutes Beispiel einer bescheidenen Landkirche vom Ende des 18. Jahrhunderts, die das Erscheinungsbild aus der Entstehungszeit innen und außen weitgehend unbeeinträchtigt bewahrt hat. An der Erhaltung der Kirche besteht deshalb öffentliches Interesse aus wissenschaftlichen, heimatgeschichtlichen und im Blick auf die Ausstattung auch aus künstlerischen Gründen. Geschützt nach § 2 DSchG |    |
| Weitere Bilder | Mariengrotte         | Unterdorf 9 (Karte)                                           | 1936        | von 1936, an einer Felsenwand hinter der Jakobuskirche |    |
| Weitere Bilder | Bildstock            |                                                               |             | Bildstock im Ort mit einer Pietà-Darstellung |    |
|                | Steinsäule           |                                                               |             | Steinsäule |    |
| Weitere Bilder | Bildstock            | Wiesengrund (Karte)                                           |             | Bildstock im Gewann Wiesengrund |    |
| Weitere Bilder | Bildstock            | Zur Wanne (Flst.Nr. 0-1282) (Karte)                           |             | Bildstock Geschützt nach § 2 DSchG |    |